# Рубі-Джо – Кертіс-Айленд
Рубі-Джо – Кертіс-Айленд – газопровідна система, споруджений з метою постачання ресурсу для австралійського заводу зі зрідження природного газу Квінсленд-Кертіс ЗПГ, який почав роботу в 2015 році.
Ресурс постачають установки підготовки, що працюють з метаном вугільних пластів басейну Сурат-Боуен (можливо відзначити, що в 2000-х роках цей басейн став джерелом живлення для газопроводів Валлумбілла – Брисбен, Валлумбілла – Мумба та Валлумбілла – Гладстон, до яких наступного десятиліття додались три заводи зі зрідження, одним з яких і є Квінсленд-Кертіс ЗПГ). За єдиним проектом з Квінсленд-Кертіс ЗПГ звели установки підготовки Волібі-Крік (Woleebee Creek), Бельв’ю (обидві мають продуктивність по 5,8 млн м3 на добу), Джордан та Рубі-Джо (по 11,3 млн м3 на добу). Загальна пропускна здатність системи становить 42,1 млн м3 на добу (операційний тиск 10,2 МПа).
Система складається з трьох основних елементів, які всі виконані в діаметрі 1050 мм:
- завдовжки 143 кілометра від Рубі-Джо до Вандоан. До цієї ділянки виведені перемички від установок Джордан та Бельв’ю;
- довжиною 50 кілометрів від Волібі-Крік до Вандоан;
- завдовжки 342 кілометра від Вандоан до Квінсленд-Кертіс ЗПГ.
В районі Вандоан газопровід може отримувати ресурс з системи Талінга/Спрінг-Галлі –  Вандоан – Кертіс-Айленд (живить завод зі зрідження Австралія-Пасифік ЗПГ). Також він має бідирекціональні перемички з установкою підготовки Кенія (запущена ще в 2000-х роках з видачею продукції до газопроводів Валлумбілла – Брисбен та Віндібрі – Валлумбілла) і трубопроводом Ферв'ю – Кертіс-Айленд (веде до заводу зі зрідження Гладстон ЗПГ), а установка Бельв’ю може обмінюватись ресурсом з газопроводом Віндібрі – Валлумбілла.
Квінсленд-Кертіс ЗПГ розташований на острові Кертіс, що лежить неподалік від узбережжя материка. Як наслідок, останню ділянка газопроводу включає споруджений методом спрямованого горизонтального буріння перехід через прибережну зону мангрів завдовжки 1,34 кілометра та офшорну ділянку у 4 кілометра.